# Clambus octobris
Clambus octobris är en skalbaggsart som beskrevs av Endrödy-younga 1959. Clambus octobris ingår i släktet Clambus och familjen dvärgkulbaggar. Inga underarter finns listade i Catalogue of Life.